# 100. vestlige længdekreds
Den 100. vestlige længdekreds (eller 100 grader vestlig længde) er en længdekreds, der ligger 100 grader vest for nulmeridianen. Den løber gennem Ishavet, Nordamerika, Stillehavet, det Sydlige Ishav og Antarktis.